# 布拉夫斯 (伊利諾伊州)
布拉夫斯（英語：Bluffs）是位於美國伊利諾伊州斯科特縣的一個村落。

## 地理
布拉夫斯的座標為39°44′58″N 90°32′06″W / 39.74944°N 90.53500°W，而該地最高點為海拔高度143米（即469英尺）。

## 人口
根據2010年美國人口普查的數據，布拉夫斯的面積為2.31平方千米，當中陸地面積為2.31平方千米，而水域面積為0.00平方千米。當地共有人口715人，而人口密度為每平方千米309人。